# قيم إخبارية

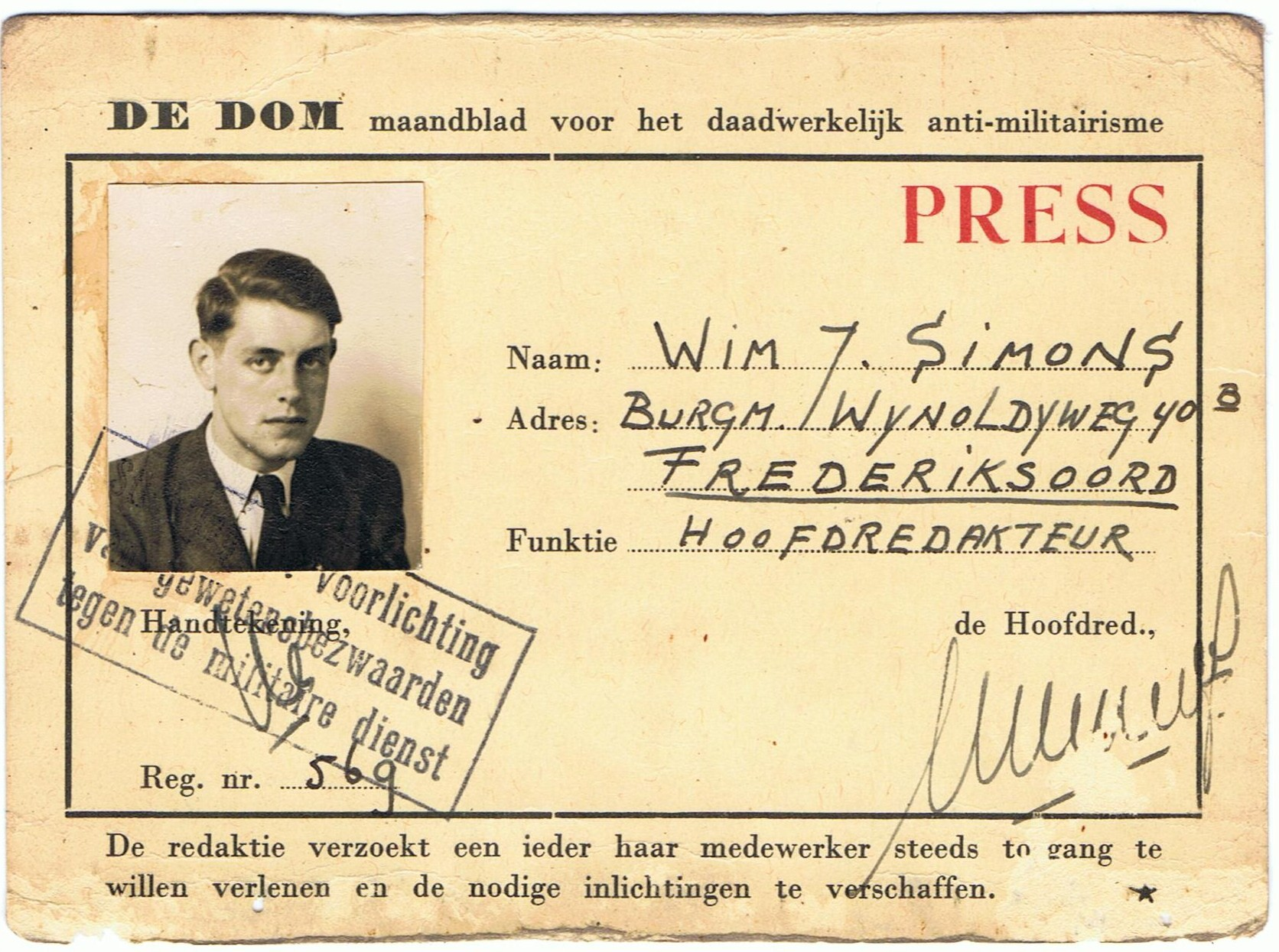

تحدد القيم الإخبارية التي تسمى أحيانًا المعايير الإخبارية، مقدار الأهمية التي تعطيها الوسيلة الإعلامية للقصة الإخبارية، وانتباه الجمهور لها. يقول إيه بويد: «تمتلك الصحافة الإخبارية مجموعة من القيم المتفق عليها بشكل عام، والتي غالبًا ما يشار إليها باسم (الأهمية الإخبارية)»... والقيم الإخبارية ليست قيمًا عالمية ويمكن أن تتنوع تنوعًا كبيرًا بين الثقافات المختلفة. في الممارسات الغربية، يتخذ المحررون القرارات المتعلقة باختيار الأخبار وتحديد أولوياتها على أساس خبرتهم وحدسهم، على الرغم من أن التحليل الذي قام به جيه جولتنج وإم. روج قد أوضح أن هناك عدة عوامل يتم تطبيقها باستمرار عبر مجموعة من وكالات الأنباء. يتم سرد بعض هذه العوامل أدناه، بجانب غيرها من العوامل التي طرحها شليزنجر وبيل. ووفقًا لريان، «ليس هناك نهاية لقوائم المعايير الإخبارية». ومن بين العديد من قوائم القيم الإخبارية التي وضعها الباحثون والصحفيون ومنهم، محاولة جولتنج وروج، لوصف الممارسات الإخبارية عبر الثقافات، بينما أصبح البعض الآخر محددًا بشكل ملحوظ للصحافة الخاصة ببعض الدول (غالبًا الدول الغربية).
طرح جولتنج وروج، في دراستهما الأصلية في هذا المجال، نظامًا يتكون من اثني عشر عاملاً لوصف الأحداث التي تستخدم جميعًا كتعريف لمصطلح (الأهمية الإخبارية). وبالتركيز على الصحف والأخبار الإذاعية، وضع جولتنج وروج قائمة تصف ما كانا يعتقدان أنها عوامل هامة مساهمة مثل كيف تتكون الأخبار. وتتلخص نظريتهما في أنه كلما زاد وصول الحدث لهذه المعايير، زاد احتمال انتشاره في الصحف. وعلاوة على ذلك، يعرض كل من جولتنج وروج ثلاث فرضيات أساسية: فرضية الجمع والتي تنص على أنه كلما زاد التزام الحدث بالعوامل، زاد احتمال أن يصبح خبرًا؛ وفرضية التكامل التي تنص على أن العوامل ستميل إلى استبعاد بعضها البعض؛ وفرضية الاستبعاد التي تنص على أن الأحداث التي تلتزم بعدد قليل جدًا من العوامل أو لا تلبيها لن تصبح أخبارًا.
تؤثر مجموعة متنوعة من الضغوط الداخلية والخارجية على القرارات التي يتخذها الصحفيون والمتعلقة بنوعية القصص الإخبارية التي يغطونها، وكيفية تفسير القضايا وتأكيدها. وأحيانًا قد تؤدي هذه الضغوط إلى التحيز أو تقديم تقارير إخبارية غير أخلاقية. يعتبر تحقيق الأهمية، التي تعطي للجماهير الأخبار التي يريدونها ويجدونها مثيرة للاهتمام، هدفًا هامًا لوسائل الإعلام التي تسعى للحفاظ على حصتها السوقية في سوق يتطور بشكل سريع. وقد جعل ذلك وكالات الأنباء أكثر انفتاحًا على مشاركات الجمهور وملاحظاته، وأجبرها على اعتماد القيم الإخبارية وتطبيقها لجذب الجماهير والحفاظ عليهم. ويؤدي نمو وسائل الإعلام التفاعلية وصحافة المواطن إلى التغيير السريع للتمييز التقليدي بين منتج الأخبار والجمهور السلبي وربما يؤدي في المستقبل إلى إعادة التحديد العميق لمعنى «الأخبار» والدور الذي تقوم به صناعة الأخبار.

## تعريف القيم الإخبارية
تؤثر القيود الفعلية لعملية جمع الأخبار والمعايير الجماعية لغرفة الأخبار والتلاعب الذي يتم من جانب جماعات الضغط الخارجي على القيمة الإخبارية الممنوحة للحدث الذي يكتبه الصحفيون وطريقة نشره. ويتم تحديد القيمة الإخبارية التي يعطيها الجمهور للقصة وتأثيرها أو فائدتها حسب درجة التغيير التي تحتويها وأهمية هذا التغيير على الأمن المادي والاجتماعي للفرد أو الجماعة. والتغيير الكبير، بجانب الأهمية العالية، يعطيان القصة قيمة إخبارية عالية مقابلة؛ والتغيير القليل، أو البطيء، بجانب انخفاض الأهمية، يشير إلى انخفاض القيمة الإخبارية.
يقول بعض المعلقين (هاركوب وأونيل،) argue that as many stories are apparently manufactured, إنه مثلما تتم صناعة الكثير من القصص بشكل واضح، يجب طرح قائمة القيم الإخبارية الخاصة بجولتنج وروج للمناقشة. فهيمنة الشهرة والأخبار الاجتماعية، وعدم وضوح الحدود الفاصلة بين الأخبار والبرامج الواقعية والثقافة الشعبية الأخرى، وظهور صحافة المواطن قد يشير إلى تطور طبيعة «الأخبار» والقيم الإخبارية وأن النماذج التقليدية للعملية الإخبارية تعد الآن أمرًا هامًا جزئيًا.

## القيم الإخبارية التي تجعل الأخبار ذات أهمية
- التواتر: تتمتع الأحداث التي تحدث فجأة وتتناسب تمامًا مع الجدول الزمني الخاص بوكالات الأنباء بأهمية إخبارية أكبر من تلك التي تحدث تدريجيًا أو في أوقات غير مناسبة من الليل أو النهار. فمن غير المرجح أن تتلقى الاتجاهات طويلة الأجل الكثير من التغطية.

- السلبية: تعتبر الأخبار السيئة أكثر الأخبار أهمية من الأخبار الجيدة.

- الفجائية: إذا كان هناك حدث خارج عن المألوف سيكون له تأثير أكبر من الحدث الذي يجري يوميًا.

- كشف الغموض: تقدم الأحداث التي تتضح آثارها نسخة أفضل من تلك التي يمكن تفسيرها بأكثر من تفسير، أو يعتمد فهم الآثار المترتبة على الأحداث على الفهم الأول للخلفية المعقدة التي وقعت فيها الأحداث.

- التخصيص: ستكون الأحداث التي يمكن تصويرها على أنها تصرفات يقوم بها الأفراد أكثر جاذبية من تلك التي لا يوجد فيها مثل هذه «القصص الإنسانية».

- المغزى: يتعلق هذا بالشعور بالاندماج الذي يمتلكه الجمهور مع الموضوع. «فالقرب الثقافي» يعد عاملاً هامًا هنا—فالقصص المعنية بالأشخاص الذين يتحدثون اللغة نفسها، تبدو متشابهة، وتتشارك معهم الاهتمامات حيث يتم إلقاء الضوء على الجمهور بشكل أكبر من القصص المعنية بالأشخاص الذين يتحدثون لغات مختلفة، والتي تبدو مختلفة وذات اهتمامات مختلفة.

- الإشارة إلى النخبة من الدول: يتم الاهتمام بالقصص المعنية بالقوى العالمية أكثر من تلك المعنية بالدول الأقل تأثيرًا.

- الإشارة إلى النخبة من الأشخاص: تتم تغطية القصص المعنية بالأثرياء، والأقوياء، والمشاهير، وسيئي السمعة.

- الصراع: هو معارضة الشعب أو القوى التي تؤدي إلى حدوث تأثير كبير. فالقصص التي تتحدث عن الصراع غالبًا ما تحتوي على أهمية إخبارية كبيرة إلى حد ما.

- التوافق: تتلقى القصص التي تتناسب مع توقعات وسائل الإعلام تغطية تزيد عن تلك التي تختلف عنها (والتي يكونون غير مستعدين لها). لاحظ أن هذا الشرط يبدو وكأنه يتعارض مع شرط الفجائية المذكور أعلاه. ومع ذلك، يشير التوافق بالفعل إلى استعداد وسائل الإعلام لتقديم موضوع ما.

- الاستمرارية: تضم القصة الموجودة بالفعل في الأخبار نوعًا من الجمود. ويرجع ذلك إلى أن وكالات الأنباء تقوم بالفعل بنشر القصة من ناحية، ومن ناحية أخرى لأن التحقيقات الصحفية السابقة قد جعلت القصة في متناول الجمهور بشكل كبير (مما يجعلها أقل غموضًا).

- التركيب: يجب أن تتنافس القصص مع بعضها البعض لتوفير مساحة في وسائل الإعلام. على سبيل المثال، قد يسعى المحررون لتوفير التوازن بين أنواع مختلفة من التغطية، فإذا كانت هناك زيادة في الأنباء الأجنبية على سبيل المثال، قد تضطر القصة الأجنبية الأقل أهمية إلى إفساح الطريق للموضوع المتعلق بالأخبار المحلية. وبهذه الطريقة، فإن إعطاء الأهمية للقصة لا يعتمد فقط على قيمتها الإخبارية الخاصة ولكن أيضا على تلك القصص المتنافسة. (جولتنج وروج، 1965)

- المنافسة: قد تؤدي المنافسة التجارية أو المهنية بين وسائل الإعلام بالصحفيين إلى تأييد القيمة الإخبارية التي يعطيها المنافس للقصة.

- الاستقطاب المشترك: قد يتم تغطية القصة ذات الأهمية الإخبارية الهامشية في حد ذاتها إذا كانت متعلقة بقصة جارية كبيرة.

- التصنيع المسبق: قد يتم اختيار قصة هامشية من الناحية الإخبارية ولكنها تكون مكتوبة ومتاحة أكثر من قصة تفوقها من حيث الأهمية الإخبارية ولكنها تحتاج إلى بحث وكتابة من الألف إلى الياء.

- القدرة على التنبؤ: من المرجح أن يتم تغطية حدث ما إذا تم جدولة ذلك مسبقًا. (بيل، 1991)

- القيود الزمنية: تمتلك وسائل الإعلام التقليدية مثل الإذاعة والتليفزيون والصحف اليومية مواعيد نهائية صارمة ودورة إنتاج قصيرة، والتي تختار الموضوعات التي يمكن بحثها وتغطيتها سريعًا.

- الخدمات اللوجستية: على الرغم من تراجعها عن طريق توفير الاتصالات العالمية حتى من المناطق النائية، فإن القدرة على نشر الإنتاج والتحكم به وإبلاغ الموظفين، ووظائف الموارد التقنية يمكن أن تحدد إذا ما تم تغطية القصة أم لا. (شليزنجر، 1987)

## تصورات الجمهور للأخبار
تركز النماذج التقليدية على ما يعتبره الصحفي أخبارًا. ولكن العملية الإخبارية هي عملية ثنائية الاتجاه، تضم كلاً من منتج الأخبار (الصحفي) ومتلقي الأخبار (الجمهور)، على الرغم من عدم الوضوح السريع للحدود بين الاثنين مع تنامي صحافة المواطن ووسائل الإعلام التفاعلية.
لم يُبذل سوى القليل لتحديد العوامل المتكافئة التي تحدد تصور الجمهور للأخبار. ويرجع ذلك بشكل كبير إلى أنه يبدو من المستحيل تحديد العامل أو العوامل المشتركة التي تثير اهتمام الحضور الجماهيري.
يقول هيثرنجتون (1985) الذي استند في حكمه إلى خبرته الطويلة في العمل كصحفي إن: «...أي شيء يهدد سلام الأشخاص وازدهارهم ورفاهيتهم يعد خبرًا قد يتصدر عناوين الصحف».
يشير وايت - فينابلز (2012) إلى أن الجماهير قد تفسر الأخبار على أنها إشارة خطر. وقد أثبت علماء النفس وعلماء الحيوانات أن القردة والبشر يراقبون البيئة باستمرار للحصول على المعلومات التي ربما تشير إلي إمكانية وقوع خطر أو تهديد مادي للوضع الاجتماعي للفرد. ويعتبر هذا التقبل لإشارات الخطر آلية قوية وشبه عالمية للبقاء.
وتتميز «إشارة الخطر» بعاملين، عنصر التغيير (أو الريبة) وأهمية هذا التغيير على أمن الفرد.
ويلاحظ أن الشرطين نفسيهما يعتبران سمة من سمات الأخبار. وتتحدد القيمة الإخبارية للقصة، إذا كانت محددة من حيث الإثارة التي تحملها للجمهور، من خلال درجة التغيير التي تحتويها وأهمية هذا التغيير للفرد أو الجماعة. ويبين التحليل أن الصحفيين والناشرين يتلاعبون بكل من عنصر التغيير وأهمية («المخاوف الأمنية») لتعظيم أو لتهوين قوة القصة في بعض الحالات.
تتناسب المخاوف الأمنية مع أهمية القصة بالنسبة للفرد، وأسرته، والفئة الاجتماعية والمجموعة المجتمعية، بترتيب تنازلي. في مرحلة ما، توجد حدود للأهمية، والتي بعدها لا يُنظر إلى التغيير باعتباره أمرًا هامًا، أو جدير بالنشر. ويمكن التلاعب بهذه الحدود من جانب الصحفيين والنخب الموجودة في السلطة والإعلاميين الذين يسعون إلى تشجيع الجماهير على استبعاد، مجموعات معينة أو احتضانها: على سبيل المثال، إبعاد الجمهور الوطني عن العدو في وقت الحرب، أو العكس، لتسليط الضوء على محنة الثقافة البعيدة وذلك لتشجيع الدعم المقدم لبرامج المساعدات.

## وجهات النظر التطورية
إن تفسير علم النفس التطوري لسبب امتلاك الأخبار السلبية قيمة إخبارية تفوق الأخبار الإيجابية يبدأ مع الملاحظة التجريبية أن نظام الإدراك البشري ووظائف الدماغ منخفضة المستوى تميز بصعوبة بين المحفزات الإعلامية والمحفزات الحقيقية. وتقدم آليات الدماغ منخفضة المستوى والتي تعمل على مستوى اللاوعي تقييمات أساسية لمحفزات الإدراك، وتثير الانتباه للمحفزات الهامة، وتبدأ في اتخاذ ردود الفعل العاطفية الأساسية. وقد أشارت الأبحاث إلى أن الدماغ يميز بين المحفزات السلبية والإيجابية ويتفاعل بشكل أسرع وأكثر تلقائية مع المحفزات السلبية التي يتم تذكرها جيدًا. ويكون لذلك على الأرجح تفسيرات تطورية غالبًا ما تكون هامة لسرعة تركيز الاهتمام على التهديدات وتقييمها وسرعة الرد عليها. وبينما يكون رد الفعل على التحفيز السلبي القوي هو التجنب، فإن التحفيز السلبي المعتدل يسبب الفضول والمزيد من الدراسة. ويقال إن الأخبار الإعلامية السلبية تقع في هذه الفئة الأخيرة وهو ما يفسر شعبيتها. ويقال إن وسائل الإعلام السمعية البصرية الواقعية يكون لها تأثيرات قوية خاصة مقارنةً بالقراءة.
في المتوسط تمتلك النساء ردود فعل تجنبية أقوى على المحفزات السلبية المعتدلة. ويشرن إلى الأخبار السلبية باعتبارها السبب الرئيسي لتجنب الأخبار الدولية. ويمكن تفسير ردود الفعل التجنبية القوية على المحفزات السلبية من الناحية التطورية باعتبارها دور الرجال في التحقيق والرد المحتمل بقوة على التهديدات بينما ينسحب النساء والأطفال. في المتوسط، يختلف أيضًا الرجال والنساء حول كيفية الاستمتاع بالأخبار السلبية، وتقييمها، وتذكرها، وفهمها، والتعرف على الأشخاص الموجودين فيها وفقًا لصياغة الأخبار سلبًا أو إيجابًا. تهتم النساء بالأخبار بشكل أقل ونتيجة لذلك فهي لا تكون على دراية كافية بالشؤون العامة كالرجال. وهناك أحد التفسيرات التي تقول إن الأخبار السلبية غالبًا ما تتم صياغتها، وفقًا للتفضيلات الذكورية، عن طريق الصحفيين الذكور الذين يغطون مثل هذه الأخبار وقد تجذب الأخبار التي تتم صياغتها بشكل إيجابي جمهور عريض من النساء.